# ЦСК Лида
ЦСК «Лида» — многофункциональный стадион в г. Лида, Беларусь. В настоящее время используется для городских соревнований и проведения футбольных матчей. Является домашним стадионом футбольного клуба «Лида». Максимальная вместимость — 2870 человек.
Адрес: 231300, Лида, ул. Кирова, 32а

## Основные характеристики
- Год постройки: 1962
- Вместительность: 2870 мест
- Количество трибун: 2
- Размер игрового поля: 105×68 м
- Газон: естественный, травяной